# Операція «Корморан»
Операція «Корморан» (нім. Kormoran — баклан) — операція німців проти білоруських партизанів у травні (25) — червні (17) 1944 року.